# Coupe de France de rugby à XV 1947-1948
Navigation
Coupe de France 1946-1947 Coupe de France 1948-1949
L'édition 1947-1948 de la Coupe de France est la 12e édition de la Coupe de France. Le Castres olympique remporte la compétition et c'est ainsi le premier titre national du club.

## Tableau final
|  | Huitièmes de finale        | Huitièmes de finale | Huitièmes de finale   | Huitièmes de finale |                   |                   | Quarts de finale    | Quarts de finale    | Quarts de finale    | Quarts de finale    |  |  | Demi-finales          | Demi-finales          | Demi-finales          | Demi-finales          |  |  | Finale                | Finale                | Finale                | Finale                |
|  |                            |                     |                       |                     |                   |                   |                     |                     |                     |                     |  |  |                       |                       |                       |                       |  |  |                       |                       |                       |                       |
|  | 25 avril 1948, Pau         | 25 avril 1948, Pau  | 25 avril 1948, Pau    | 25 avril 1948, Pau  |                   |                   | 9 mai 1948, Béziers | 9 mai 1948, Béziers | 9 mai 1948, Béziers | 9 mai 1948, Béziers |  |  | 16 mai 1948, Toulouse | 16 mai 1948, Toulouse | 16 mai 1948, Toulouse | 16 mai 1948, Toulouse |  |  | 30 mai 1948, Bordeaux | 30 mai 1948, Bordeaux | 30 mai 1948, Bordeaux | 30 mai 1948, Bordeaux |
|  | Castres olympique          | Castres olympique   | 14                    | 14                  |                   |                   | 9 mai 1948, Béziers | 9 mai 1948, Béziers | 9 mai 1948, Béziers | 9 mai 1948, Béziers |  |  | 16 mai 1948, Toulouse | 16 mai 1948, Toulouse | 16 mai 1948, Toulouse | 16 mai 1948, Toulouse |  |  | 30 mai 1948, Bordeaux | 30 mai 1948, Bordeaux | 30 mai 1948, Bordeaux | 30 mai 1948, Bordeaux |
|  | Castres olympique          | Castres olympique   | 14                    | 14                  |                   |                   | 9 mai 1948, Béziers | 9 mai 1948, Béziers | 9 mai 1948, Béziers | 9 mai 1948, Béziers |  |  | 16 mai 1948, Toulouse | 16 mai 1948, Toulouse | 16 mai 1948, Toulouse | 16 mai 1948, Toulouse |  |  | 30 mai 1948, Bordeaux | 30 mai 1948, Bordeaux | 30 mai 1948, Bordeaux | 30 mai 1948, Bordeaux |
|  | Stade montois              | Stade montois       | 0                     | 0                   |                   |                   | 9 mai 1948, Béziers | 9 mai 1948, Béziers | 9 mai 1948, Béziers | 9 mai 1948, Béziers |  |  | 16 mai 1948, Toulouse | 16 mai 1948, Toulouse | 16 mai 1948, Toulouse | 16 mai 1948, Toulouse |  |  | 30 mai 1948, Bordeaux | 30 mai 1948, Bordeaux | 30 mai 1948, Bordeaux | 30 mai 1948, Bordeaux |
|  | Stade montois              | Stade montois       | 0                     | 0                   | Castres olympique | Castres olympique | 9                   | 9                   |                     |                     |  |  | 16 mai 1948, Toulouse | 16 mai 1948, Toulouse | 16 mai 1948, Toulouse | 16 mai 1948, Toulouse |  |  | 30 mai 1948, Bordeaux | 30 mai 1948, Bordeaux | 30 mai 1948, Bordeaux | 30 mai 1948, Bordeaux |
|  | 1 mai 1948, Buffalo        |                     |                       |                     | Castres olympique | Castres olympique | 9                   | 9                   |                     |                     |  |  | 16 mai 1948, Toulouse | 16 mai 1948, Toulouse | 16 mai 1948, Toulouse | 16 mai 1948, Toulouse |  |  | 30 mai 1948, Bordeaux | 30 mai 1948, Bordeaux | 30 mai 1948, Bordeaux | 30 mai 1948, Bordeaux |
|  |                            |                     | RC Narbonne           | RC Narbonne         | 0                 | 0                 |                     |                     |                     |                     |  |  | 16 mai 1948, Toulouse | 16 mai 1948, Toulouse | 16 mai 1948, Toulouse | 16 mai 1948, Toulouse |  |  | 30 mai 1948, Bordeaux | 30 mai 1948, Bordeaux | 30 mai 1948, Bordeaux | 30 mai 1948, Bordeaux |
|  | RC Narbonne                | RC Narbonne         | RC Narbonne           | RC Narbonne         | 0                 | 0                 | 13                  | 13                  |                     |                     |  |  | 16 mai 1948, Toulouse | 16 mai 1948, Toulouse | 16 mai 1948, Toulouse | 16 mai 1948, Toulouse |  |  | 30 mai 1948, Bordeaux | 30 mai 1948, Bordeaux | 30 mai 1948, Bordeaux | 30 mai 1948, Bordeaux |
|  | RC Narbonne                | RC Narbonne         | 2 mai 1948, Tarbes    |                     |                   |                   | 13                  | 13                  |                     |                     |  |  | 16 mai 1948, Toulouse | 16 mai 1948, Toulouse | 16 mai 1948, Toulouse | 16 mai 1948, Toulouse |  |  | 30 mai 1948, Bordeaux | 30 mai 1948, Bordeaux | 30 mai 1948, Bordeaux | 30 mai 1948, Bordeaux |
|  | Biarritz olympique         | Biarritz olympique  | 9                     | 9                   |                   |                   |                     |                     |                     |                     |  |  | 16 mai 1948, Toulouse | 16 mai 1948, Toulouse | 16 mai 1948, Toulouse | 16 mai 1948, Toulouse |  |  | 30 mai 1948, Bordeaux | 30 mai 1948, Bordeaux | 30 mai 1948, Bordeaux | 30 mai 1948, Bordeaux |
|  | Biarritz olympique         | Biarritz olympique  | 9                     | 9                   | Castres olympique | Castres olympique | 8                   | 8                   |                     |                     |  |  |                       |                       |                       |                       |  |  | 30 mai 1948, Bordeaux | 30 mai 1948, Bordeaux | 30 mai 1948, Bordeaux | 30 mai 1948, Bordeaux |
|  | 25 avril 1948, Bayonne     |                     |                       |                     | Castres olympique | Castres olympique | 8                   | 8                   |                     |                     |  |  |                       |                       |                       |                       |  |  | 30 mai 1948, Bordeaux | 30 mai 1948, Bordeaux | 30 mai 1948, Bordeaux | 30 mai 1948, Bordeaux |
|  |                            |                     | CA Bègles             | CA Bègles           | 5                 | 5                 |                     |                     |                     |                     |  |  |                       |                       |                       |                       |  |  | 30 mai 1948, Bordeaux | 30 mai 1948, Bordeaux | 30 mai 1948, Bordeaux | 30 mai 1948, Bordeaux |
|  | CA Bègles                  | CA Bègles           | CA Bègles             | CA Bègles           | 5                 | 5                 | 6                   | 6                   |                     |                     |  |  |                       |                       |                       |                       |  |  | 30 mai 1948, Bordeaux | 30 mai 1948, Bordeaux | 30 mai 1948, Bordeaux | 30 mai 1948, Bordeaux |
|  | CA Bègles                  | CA Bègles           | 16 mai 1948, Bordeaux |                     |                   |                   | 6                   | 6                   |                     |                     |  |  |                       |                       |                       |                       |  |  | 30 mai 1948, Bordeaux | 30 mai 1948, Bordeaux | 30 mai 1948, Bordeaux | 30 mai 1948, Bordeaux |
|  | US Tyrosse                 | US Tyrosse          | 3                     | 3                   |                   |                   |                     |                     |                     |                     |  |  |                       |                       |                       |                       |  |  | 30 mai 1948, Bordeaux | 30 mai 1948, Bordeaux | 30 mai 1948, Bordeaux | 30 mai 1948, Bordeaux |
|  | US Tyrosse                 | US Tyrosse          | 3                     | 3                   | CA Bègles         | CA Bègles         | 3                   | 3                   |                     |                     |  |  |                       |                       |                       |                       |  |  | 30 mai 1948, Bordeaux | 30 mai 1948, Bordeaux | 30 mai 1948, Bordeaux | 30 mai 1948, Bordeaux |
|  | 25 avril 1948, Toulouse    |                     |                       |                     | CA Bègles         | CA Bègles         | 3                   | 3                   |                     |                     |  |  |                       |                       |                       |                       |  |  | 30 mai 1948, Bordeaux | 30 mai 1948, Bordeaux | 30 mai 1948, Bordeaux | 30 mai 1948, Bordeaux |
|  |                            |                     | Aviron bayonnais      | Aviron bayonnais    | 0                 | 0                 |                     |                     |                     |                     |  |  |                       |                       |                       |                       |  |  | 30 mai 1948, Bordeaux | 30 mai 1948, Bordeaux | 30 mai 1948, Bordeaux | 30 mai 1948, Bordeaux |
|  | Aviron bayonnais           | Aviron bayonnais    | Aviron bayonnais      | Aviron bayonnais    | 0                 | 0                 | 15                  | 15                  |                     |                     |  |  |                       |                       |                       |                       |  |  | 30 mai 1948, Bordeaux | 30 mai 1948, Bordeaux | 30 mai 1948, Bordeaux | 30 mai 1948, Bordeaux |
|  | Aviron bayonnais           | Aviron bayonnais    | 9 mai 1948, Biarritz  |                     |                   |                   | 15                  | 15                  |                     |                     |  |  |                       |                       |                       |                       |  |  | 30 mai 1948, Bordeaux | 30 mai 1948, Bordeaux | 30 mai 1948, Bordeaux | 30 mai 1948, Bordeaux |
|  | CS Vienne                  | CS Vienne           | 9                     | 9                   |                   |                   |                     |                     |                     |                     |  |  |                       |                       |                       |                       |  |  | 30 mai 1948, Bordeaux | 30 mai 1948, Bordeaux | 30 mai 1948, Bordeaux | 30 mai 1948, Bordeaux |
|  | CS Vienne                  | CS Vienne           | 9                     | 9                   | Castres olympique | Castres olympique | 6                   | 6                   |                     |                     |  |  |                       |                       |                       |                       |  |  |                       |                       |                       |                       |
|  | 2 mai 1948, Narbonne       |                     |                       |                     | Castres olympique | Castres olympique | 6                   | 6                   |                     |                     |  |  |                       |                       |                       |                       |  |  |                       |                       |                       |                       |
|  |                            |                     | FC Lourdes            | FC Lourdes          | 0                 | 0                 |                     |                     |                     |                     |  |  |                       |                       |                       |                       |  |  |                       |                       |                       |                       |
|  | FC Lourdes                 | FC Lourdes          | FC Lourdes            | FC Lourdes          | 0                 | 0                 | 7                   | 7                   |                     |                     |  |  |                       |                       |                       |                       |  |  |                       |                       |                       |                       |
|  | FC Lourdes                 | FC Lourdes          |                       |                     |                   |                   |                     | 7                   |                     |                     |  |  |                       |                       |                       |                       |  |  |                       |                       |                       |                       |
|  | UMS Montélimar             | UMS Montélimar      | 4                     | 4                   |                   |                   |                     |                     |                     |                     |  |  |                       |                       |                       |                       |  |  |                       |                       |                       |                       |
|  | UMS Montélimar             | UMS Montélimar      | 4                     | 4                   | FC Lourdes        | FC Lourdes        | 9                   | 9                   |                     |                     |  |  |                       |                       |                       |                       |  |  |                       |                       |                       |                       |
|  | 25 avril 1948, Carcassonne |                     |                       |                     | FC Lourdes        | FC Lourdes        | 9                   | 9                   |                     |                     |  |  |                       |                       |                       |                       |  |  |                       |                       |                       |                       |
|  |                            |                     | Section paloise       | Section paloise     | 3                 | 3                 |                     |                     |                     |                     |  |  |                       |                       |                       |                       |  |  |                       |                       |                       |                       |
|  | Section paloise            | Section paloise     | Section paloise       | Section paloise     | 3                 | 3                 | 16                  | 16                  |                     |                     |  |  |                       |                       |                       |                       |  |  |                       |                       |                       |                       |
|  | Section paloise            | Section paloise     | 9 mai 1948, Lyon      |                     |                   |                   | 16                  | 16                  |                     |                     |  |  |                       |                       |                       |                       |  |  |                       |                       |                       |                       |
|  | FC Grenoble                | FC Grenoble         | 3                     | 3                   |                   |                   |                     |                     |                     |                     |  |  |                       |                       |                       |                       |  |  |                       |                       |                       |                       |
|  | FC Grenoble                | FC Grenoble         | 3                     | 3                   | FC Lourdes        | FC Lourdes        | 0                   | 0                   |                     |                     |  |  |                       |                       |                       |                       |  |  |                       |                       |                       |                       |
|  | 25 avril 1948, Bordeaux    |                     |                       |                     | FC Lourdes        | FC Lourdes        | 0                   | 0                   |                     |                     |  |  |                       |                       |                       |                       |  |  |                       |                       |                       |                       |
|  |                            |                     | Stade toulousain      | Stade toulousain    | 0                 | 0                 |                     |                     |                     |                     |  |  |                       |                       |                       |                       |  |  |                       |                       |                       |                       |
|  | Stade toulousain           | Stade toulousain    | Stade toulousain      | Stade toulousain    | 0                 | 0                 | 18                  | 18                  |                     |                     |  |  |                       |                       |                       |                       |  |  |                       |                       |                       |                       |
|  | Stade toulousain           | Stade toulousain    |                       |                     |                   |                   |                     | 18                  |                     |                     |  |  |                       |                       |                       |                       |  |  |                       |                       |                       |                       |
|  | US Cognac                  | US Cognac           | 12                    | 12                  |                   |                   |                     |                     |                     |                     |  |  |                       |                       |                       |                       |  |  |                       |                       |                       |                       |
|  | US Cognac                  | US Cognac           | 12                    | 12                  | Stade toulousain  | Stade toulousain  | 11                  | 11                  |                     |                     |  |  |                       |                       |                       |                       |  |  |                       |                       |                       |                       |
|  | 25 avril 1948, Romans      |                     |                       |                     | Stade toulousain  | Stade toulousain  | 11                  | 11                  |                     |                     |  |  |                       |                       |                       |                       |  |  |                       |                       |                       |                       |
|  |                            |                     | US Romans Péage       | US Romans Péage     | 8                 | 8                 |                     |                     |                     |                     |  |  |                       |                       |                       |                       |  |  |                       |                       |                       |                       |
|  | US Romans Péage            | US Romans Péage     | US Romans Péage       | US Romans Péage     | 8                 | 8                 | 15                  | 15                  |                     |                     |  |  |                       |                       |                       |                       |  |  |                       |                       |                       |                       |
|  | US Romans Péage            | US Romans Péage     |                       |                     |                   |                   |                     | 15                  |                     |                     |  |  |                       |                       |                       |                       |  |  |                       |                       |                       |                       |
|  | Valence sportif            | Valence sportif     | 0                     | 0                   |                   |                   |                     |                     |                     |                     |  |  |                       |                       |                       |                       |  |  |                       |                       |                       |                       |
|  | Valence sportif            | Valence sportif     | 0                     | 0                   |                   |                   |                     |                     |                     |                     |  |  |                       |                       |                       |                       |  |  |                       |                       |                       |                       |
|  |                            |                     |                       |                     |                   |                   |                     |                     |                     |                     |  |  |                       |                       |                       |                       |  |  |                       |                       |                       |                       |

## Finale
| 30 mai 1948 | Castres olympique                               | 6 - 0, | FC Lourdes | Stadium, Bordeaux 20 000 spectateurs Arbitre : M. Perroy |
| 30 mai 1948 | Essai(s) : 2 Pierre-Antoine (45e), Balent (58e) |        |            | Stadium, Bordeaux 20 000 spectateurs Arbitre : M. Perroy |
| 30 mai 1948 |                                                 |        |            | Stadium, Bordeaux 20 000 spectateurs Arbitre : M. Perroy |

| Castres olympique Titulaires Joseph Moreno 15 Robert Bardy 14 Paul Ansos 13 Albert Torrens 12 Armand Balent 11 Raymond Fabre 10 André Chanfreau 9 Jean Matheu-Cambas 8 Rafael Lopez 7 René Coll 6 Lucien Caron 5 Jean Pierre-Antoine 4 Jacques Larzabal 3 Guy Roulier 2 Clément Fitté 1 Entraîneur Antonin Barbazanges |  |  |  | FC Lourdes Titulaires 15 Maurice Prat 14 Delas 13 Antoine Labazuy 12 Bettino Pallavicini 11 Jean Estrade 10 Henri Claverie 9 Robert Labarthette 8 Bernard Hourcade 7 Félix Lacrampe 6 Jean Prat 5 Jean Massare 4 Eugène Buzy 3 Daniel Saint-Pastous 2 Fernand Carassus 1 Louis Tilh Entraîneur Henri Borde |